# Johnny (sang)
 For alternative betydninger, se Johnny. (Se også artikler, som begynder med Johnny)
Johnny" er en promo single fra System of a Down som blev udgivet i 2001. Den var mulig at købe i butikkerne for et kort stykke tid. Sangen var også udgivet på den japanske og franske version af Toxicity. 

## Spor
1. "Johnny"